# 准分子激光
准分子激光（excimer laser，exciplex laser）是一种紫外气态激光，处于激发态的惰性气体和另一种气体（惰性气体或卤素）结合的混合气体形成的准分子，向其基态跃迁时发射所产生的激光，称为准分子激光。
准分子激光属于低能量激光，无热效应，是方向性强、波长纯度高、输出功率大的脉冲激光，光子能量波长范围为157－353纳米，脉冲时间为几十纳秒，属于紫外光。最常见的波长有157 nm、193 nm、248 nm、308 nm、351-353 nm。

## 术语
准分子是一种半衰期非常短暂的分子状态，由同种原子或者异种原子组合而成。其中一种原子的价电子层必须是全满的（比如稀有气体）。如果两种原子都处于基态，它们是不能形成化学键的。但如果价电子全满的那个原子处于激发态，它们之间就能够暂时形成化学键。尽管这种化学键的寿命往往非常短，只在纳秒的量级。准分子可以通过自发辐射或受激辐射，释放出光子回到基态，基态的分子更加不稳定，经过几个皮秒的时间，衰变成两个未成键的原子。

## 历史
准分子激光由Nikolai Basov, V. A. Danilychev 和 Yu. M. Popov等人于1970在莫斯科物理研究所发明。使用电子束激发氙气二聚体，产生的准分子激光波长为172nm。
1975年包括美国政府的海军研究实验室、诺思罗普研究和技术中心，Avco Everett研究实验室，和美国桑迪亚国家实验室在内的多家政府研究机构研究利用电子束激发惰性气体卤化物。
1979年西德Lambda Physik公司生产出第一台商业用准分子激光器。
迄今为止已经发现的能够产生准分子激光的气体有10多种。

## 常见的准分子及其波长
准分子激光的波长取决于所用的气体，一般处于紫外光波段。
| 准分子 | 波长 纳米    | 相对功率 毫瓦 |
| ------ | ------------ | ------------- |
| Ar2*   | 126 nm       |               |
| Kr2*   | 146 nm       |               |
| F2*    | 157 nm       |               |
| Xe2*   | 172 & 175 nm |               |
| ArF    | 193 nm       | 60            |
| KrF    | 248 nm       | 100           |
| XeBr   | 282 nm       |               |
| XeCl   | 308 nm       | 50            |
| XeF    | 351 nm       | 45            |
| KrCl   | 222 nm       | 25            |

## 应用
- 准分子激光首先被应用在工业上:
  - 美国IBM公司开始使用并且改进准分子激光技术，主要应用在计算机芯片的制造以及塑料物质上蚀刻精确的图形。
  - 1980年IBM公司应用193nm准分子激光刨光钻石。
  - 1982年IBM将准分子激光技术应用在半导体光刻工艺中。
  - 1986年AT&T贝尔实验室研制出第一台准分子激光分步投影光刻机。

目前准分子激光已广泛应用在临床医学以及科学研究与工业应用方面，如：钻孔、标记表面处理、激光化学气相沉积、物理气相沉积、磁头与光学镜片、硅晶圆的清洁、微机电系统相关的微制造技术等等。
准分子激光于90年代始在医学上得到运用，主要有：
- 眼科：使用193nm准分子激光进行LASIK手术，矫治屈光不正（近视、远视、散光）。
  - 1983年，哥伦比亚大学的MD.Stephen Trokel以及IBM的Srinicasan首先提出用激光治疗近视的构思，并在动物角膜上开始实验。
  - 1987年，Trokel等人将IBM公司发明用以切割晶片的准分子激光用于人眼角膜上，应用准确计量的准分子激光直接汽化角膜的部分组织，以达到改变眼角膜曲度的目的。
  - 九十年代初，美国FDA开始准分子激光角膜表面切削术（Photorefractive keratectomy，PRK）的临床实验，开始了激光治疗近视。
  - 1990年，Dr Pallikaris、Buratto，Galvis和Dr Ruiz结合ALK的技术与先进激光仪结合而发明了准分子激光角膜原位磨镶术（Laser-Assisted in Situ Keratomileusis，LASIK）。经过几年的临床实验效果跟踪，1995年10月FDA最终正式批准PRK手术可以治疗600度以内的近视，400度以内的散光。
  - 1995至1999年，FDA又相继批准了1200度以内的近视、600度以内散光和600度以内远视的LASIK治疗。
  - 1993年中華人民共和國卫生部首次批准引进的两台准分子激光治疗仪在北京同仁医院以及协和医院应用PRK技术，1995年开始应用LASIK技术。
  - 1996年中華民國通过人体实验而正式核准使用PRK技术.
  - 1997年意大利Rovigo医院眼科中心Massino lamellion MD发明准分子激光角膜上皮磨镶术（laser epithelial keratomileusis，LASEK）
  - 1999年，波前引导激光手术技术（Customized LASIK）被开发；
  - 2001年，美国开始在临床应用此项技术。
  - 2002年10月，美国食品药品监督管理局核准了此项技术，第二年5月开始正式普及。

- 皮肤：使用308nm准分子激光治疗白癜风、银屑病和过敏性皮炎。

- 心血管:准分子激光在心血管疾病中主要用于治疗冠心病、周围血管疾病、心脏瓣膜病、先天性心脏病和肥厚性心肌病等。
  - 直接心肌血运重建术(direct myocardial  revascularization，DMR)，也称为经心肌血运重建术（transmyocardial revascularization，TMR）或激光心肌血运重建术（transmyocardial laser revascularization，TMLR），是近年来应用于心脏外科临床的新技术。
  - 经皮直接心肌血运重建术（percutaneous direct myocardial revascularization，PDMR）是在TMR技术基础上发展起来的用于心脏内科临床的一种新型冠心病介入治疗技术，是冠心病治疗史上的一项新进展。这些都为过去常规内外科治疗不能有效的治疗的冠心病病人提供了一种新的方法。[7][8]